# Raphaël Tellechéa
Raphaël Tellechéa est un footballeur français né le 4 mai 1930 à Drancy (Seine) et décédé le 9 novembre 2008 à Alès (Gard).

## Biographie
Il est recruté dans le cadre de l'opération Lionceaux dès 1949 et quitte Paris pour retrouver son frère à Sochaux.
Il est finaliste de la Coupe de France en 1959 avec Sochaux. Il termine sa carrière professionnelle à Marseille, avant de s'installer à Alès.
Au total, Raphaël Tellechéa dispute 231 matchs en Division 1 et 103 matchs en Division 2.
Son frère aîné Joseph Tellechéa, également joueur sochalien, a été international.

## Carrière de joueur
- 1949-1951 :  FC Sochaux
- 1951-1952 :  CA Paris
- 1952-1959 :  FC Sochaux
- 1959-1960 :  Olympique d'Alès
- 1960-1963 :  Olympique de Marseille[3]

## Palmarès
- International B
- Vainqueur de la Coupe Charles Drago en 1953 avec le FC Sochaux
- Finaliste de la Coupe de France en 1959 avec le FC Sochaux